# Verloren (familie)
Verloren (ook: verLoren, verLoren van Themaat en de Monté verLoren) is een Nederlandse familie die lange tijd een belangrijke positie in de stad Hoorn innam en bestuurders, juristen, hoogleraren en een belangrijke uitgever van historische werken voortbracht. De Nederlandse familie VerLoren van Themaat  spreekt 'Themaat' uit als in 'thema', de Zuid-Afrikaanse familie als in 'te maat'.

## Geschiedenis
De bewezen stamreeks begint met Jan Fopsz. die, geboren in of omstreeks 1536, poorter werd van Hoorn en daar overleed in 1616. Een zoon van hem, Jacob Jansz., kramer te Hoorn, kocht in 1591 het huis De verloren zoon; hij overleed tussen 1601 en 1606. Zijn kinderen noemden zich Verloren. Zoon Claes Jacobsz. Verloren (†1651) was schipper op het schip genaamd "De Verloren Soon"; hij kwam in 1636 in handen van zeerovers. Zoon Jan Claesz. Verloren (†1721) was koopman en keurman te Hoorn; zijn zoon Herman (1682-1751), ook koopman, was de eerste bestuurder, want schepen van Hoorn.
De familie werd opgenomen in het genealogische naslagwerk Nederland's Patriciaat in 1923; heropname volgde in 1956.

## Enkele telgen
Herman Verloren (1682-1751), koopman, schepen van Hoorn, directeur van de Directie van de Levantse handel en de Navigatie op de Middellandse Zee
- ds. Nicolaas Verloren (1716-1791), predikant en curator Latijnse school te Hoorn
  - Eva Verloren (1747-1824); trouwde in 1778 met ds. Wijnand van Nieuwstadt (1751-1826), predikant
  - prof. ds. Jacobus verLoren (1749-1829), predikant, hoogleraar geografie en astronomie aan het Athenaeum te Maastricht
    - Jacoba Clasina Anthonia verLoren (1787-1842); trouwde in 1806 met Adrianus Jacobus Bongardt (1779-1856), letterkundige
    - Sara Maria verLoren (1788-1860); trouwde in 1807 Jacob Arkenbout Penninck Hoofd (1782-1819), industrieel; trouwde in 1824 met Jan Pieter Roemer (1772-1849), kolonel infanterie, militiecommissaris
    - mr. Nicolaas verLoren (1791-1844), lid Hoge Raad der Nederlanden

  - Maria SybilIa Verloren (1758-1829); trouwde in 1790 met Hermanus de Hart (1753-1819), schepen en raad in de vroedschap van Hoorn, kerkmeester Grote- en Oosterkerk, lid Generaliteitsrekenkamer en griffier rechtbank van 1e aanleg te Hoorn
  - Ludewina Verloren (1761-1797); trouwde in 1786 met Matthijs Koper (1758-1813), commissaris Mindere Gerechtszaken, boonman, notaris, schepen en gasthuisvoogd te Hoorn
- Jan Verloren (1721-1791), raad, schepen en burgemeester van Hoorn
  - Aafje Verloren (1744-1808); trouwde in 1765 met mr. Cornelis Christoffel van Akerlaken (1741-1799), schepen van Hoorn, lid van de familie Van Akerlaken
  - mr. Reep Verloren (1746-1813), schepen, thesaurier en burgemeester van Hoorn
    - Margaretha Cornelia verLoren (1774-1847); trouwde in 1794 met Jacob Lydias de Joncheere (1760-1838), raad en schepen van Hoorn
    - mr. Pieter verLoren, heer van Themaat (1779-1860), rechter plaatsvervanger, lid raad en curator Latijnse School te Utrecht, hoogheemraad Lekdijk Benedendams, lid provinciaal gerechtshof, rentmeester-generaal Ridderlijke Duitse Orde Balije van Utrecht; trouwde in 1801 met Joanna Maria Nahuys (1780-1848), dochter van prof. ds. Gerardus Johannes Nahuys. In 1850 kocht hij landgoed Schothorst bij Amersfoort dat tot 1938 in de familie bleef. 
      - mr. Joan Philip verLoren (1802-1835), advocaat; trouwde in 1826 met Lucretia Catharina Cornelia de Monté (1803-1835)
        - mr. Pieter verLoren van Themaat (1830-1885), advocaat, rentmeester-generaal Ridderlijke Duitse Orde Balije van Utrecht
        - mr. Johan Philip de Monté verLoren (1831-1890), advocaat, verkreeg naamstoevoeging bij K.B. d.d. 8 mei 1867, nr 73
          - Frederik Herman de Monté verLoren (1861-1925), lid Tweede Kamer der Staten-Generaal
          - Johan Willem Diederik Ernst Lodewijk de Monté verLoren (1866-1952), bankier, secretaris-rentmeester van de Fundatie van de Vrijvrouwe van Renswoude
            - prof. dr. Johan Philip de Monté ver Loren (1901-1974), secretaris Hoge Raad van Adel, hoogleraar oud-Nederlands recht Universiteit van Utrecht, dijkgraaf Grootwaterschap van Woerden

          - Eleonora Cecilia de Monté verLoren (1872-); trouwde in 1900 met ds. Cornelis Rippert van Lelyveld, heer van Hoog- en Aartswoud (1864-1953), predikant

        - Joanna Maria verLoren van Themaat (1834-1892); trouwde in 1858 met haar volle neef mr. Johannes Jacobus Metelerkamp (1835-1899), advocaat, dijkgraaf Grootwaterschap Heycop, zoon van Catharina Gerarda Johanna verLoren (1805-1877) en mr. Alexander Hendrik Metelerkamp (1804-1871)

      - dr. Reep verLoren van Themaat (1803-1893), predikant
        - mr. Pieter verLoren van Themaat (1837-1903), advocaat-fiscaal Hoog Militair Gerechtshof en lid gemeenteraad van Utrecht
        - mr. Joan Philip verLoren van Themaat (1840-1890), rechter arrondissementsrechtbank
          - prof. mr. dr. Hendrik verLoren van Themaat (1874-1966), burgemeester van Velsen, hoogleraar staats- en volkenrecht Universiteit te Stellenbosch; trouwde in 1904 jkvr. Antonia Catharina Laman Trip (1879-1970), lid van de familie Trip
            - prof. Joan Philip verLoren van Themaat (1913-1966), hoogleraar rechtswetenschap Universiteit van Pretoria

          - Maria Elisabeth verLoren van Themaat (1877-1958); trouwde in 1908 met haar zwager jhr. ir. Willem Laman Trip (1877-1943), administrateur Landbouw Hogeschool te Wageningen, lid van de familie Trip
          - ir. Reep verLoren van Themaat (1882-1982), mede-vennoot Ing. Bur. v/h van Hasselt & de Koning
            - ir. Reep verLoren van Themaat (1914-1990), mede-vennoot Ing. Bur. v/h van Hasselt & de Koning; trouwde in 1940 met Wilhelmina Philippina Jurriaanse (1916-2008), dochter van dr. Aart Jurriaanse, chirurg (1872-1970) en Margaretha Magdalena Sluiter (1879-1970), lid van de familie Sluiter
              - Lambertus Matthijs (Thys/Thijs) VerLoren van Themaat (1954), oprichter en eigenaar van uitgeverij Verloren

            - mr. Pieter verLoren van Themaat (1916-2004), hoogleraar aan de Universiteit Utrecht en advocaat-generaal bij het Hof van Justitie van de Europese Gemeenschappen
            - Willem Anthony VerLoren van Themaat (1931-1996), wiskundige, taalkundige, esperantist en schrijver

        - Catharina Alexandrina verLoren van Themaat (1843-1881); trouwde in 1865 met mr. Pieter Johannes Gesinus van Diggelen (1837-1907), vicepresident arrondissementsrechtbank en lid gemeenteraad van Zwolle, lid Tweede Kamer der Staten-Generaal, lid provinciale staten van Overijssel

      - Catharina Gerarda Johanna verLoren (1805-1877); trouwde in 1830 met mr. Alexander Hendrik Metelerkamp (1804-1871), kantonrechter en lid gemeenteraad van Utrecht, lid provinciale staten van Utrecht
      - mr. Gerard Johan verLoren van Themaat (1809-1890), advocaat en rechter plaatsvervanger, hoogheemraad Grootwaterschap Heicop, secretaris Ridderlijke Duitse Orde Balije van Utrecht, lid gedeputeerde staten van Utrecht
      - mr. Hendrik verLoren van Themaat (1814-1885), president arrondissementsrechtbank en lid gemeenteraad van Utrecht, lid provinciale staten van Utrecht; trouwde in 1855 met Cecilia Thierry de Bye (1822-1865), lid van de familie De Bye
        - mr. Reep Boudewijn Ambrosius verLoren van Themaat (1856-1884)
          - mr. dr. Hendrik Boudewijn verLoren van Themaat (1884-1924), buitengewoon voorzitter Landraad te Jogjakarta

        - Joanna Maria verLoren van Themaat (1861-1954); trouwde in 1882 met mr. Meinard Tydeman (1854-1916), lid Tweede Kamer der Staten-Generaal

      - dr. Margarethus Cornelis verLoren van Themaat (1816-1900), hoogheemraad Bunschoter Veenen Veldendijk; trouwde in 1866 met een zus van zijn schoonzus Cornelia Jacoba Thierry de Bye (1827-1887), lid van de familie De Bye

  - mr. Pieter Verloren (1735-1810), schepen en schepen-commissaris Gemenelands Middelen
  - Herman Verloren (1748-1796), schepen van Hoorn
  - Cornelia Verloren (1755-1798); trouwde in 1778 met Joan van Akerlaken (1757-1817), raad en schepen van Hoorn, lid van de familie Van Akerlaken
- Ludewina Verloren (1733-1803); trouwde in 1753 mr. Gerard Berckhout (1730-1780), schepen, gasthuisvoogd en secretaris van Hoorn

Geslachten die opgenomen zijn in het sinds 1910 verschijnende genealogische naslagwerk Nederland's Patriciaat. Lijst volgens opgave van het CBG Centrum voor familiegeschiedenis.
A · B · C · D · E · F · G · H · I · J · K · L · M · N · O · P · Q · R · S · T · U · V · W · Y · Z